# Moon Tiger
Moon Tiger es una novela de 1987 de Penelope Lively, publicada por Andre Deutsch, que abarca el tiempo antes, durante y después de la Segunda Guerra Mundial. 
El título de la obra toma su nombre de una marca de espiral (repelente) para mosquitos, lo que sugiere su narrativa circular y la naturaleza en espiral de la memoria. "Es un símbolo de la marcha del tiempo, la falibilidad de las impresiones humanas y la fragilidad de la memoria." 
La novela ganó el Premio Booker de 1987. Está escrita desde múltiples puntos de vista y avanza y retrocede en el tiempo. Comienza como la historia de una mujer que, en su lecho de muerte, decide escribir una historia del mundo, y se convierte en una historia de amor, incesto y el deseo de ser reconocida como una mujer librepensadora e independiente de la época.

## Trama
Claudia Hampton, una mujer inglesa de 76 años e historiadora profesional, tiene una enfermedad terminal y está pasando los últimos momentos que le quedan dentro y fuera de la conciencia pensando en escribir una historia del mundo con su vida como modelo. "Una historia del mundo, sí. Y en el proceso, la mía. La vida y la época de Claudia H. La parte del siglo XX a la que he estado encadenada, quiérase o no, nos guste o no. Permítanme contemplarme dentro de mi contexto: todo y nada. La historia del mundo seleccionada por Claudia: realidad y ficción, mito y evidencia, imágenes y documentos."  Claudia tiene claro que sus lectores no deben esperar una narración lineal ni encontrarse con una sola Claudia. “Siempre he pensado que una vista caleidoscópica podría ser una herejía interesante. Agite el tubo y vea lo que sale. La cronología me irrita. No hay cronología dentro de mi cabeza. Estoy compuesta por una miríada de Claudias que giran, se mezclan y se separan como chispas de luz solar sobre el agua”, declara. "El montón de barajas que llevo siempre se mezcla y se vuelve a mezclar, no hay secuencia, todo sucede a la vez".
Sus primeros recuerdos de relevancia son de un padre que murió en la Primera Guerra Mundial y del verano de 1920, cuando tenía 10 años y competía con su hermano Gordon, de 11, por los fósiles.
Claudia y Gordon son, en ocasiones a lo largo de sus vidas, rivales, amantes y los mejores amigos. Cuando están en la adolescencia, comienzan una relación incestuosa y les resulta difícil relacionarse con casi cualquier otra persona de su edad. Pronto, sin embargo, sus carreras universitarias y otros eventos les permiten a ambos abrirse al mundo exterior y buscar compañía fuera.
Al comienzo de la Segunda Guerra Mundial, Gordon, un aspirante a economista, es enviado a la India, mientras que Claudia deja de lado sus estudios de historia para convertirse en corresponsal de guerra. Independiente y emprendedora, Claudia llega a un puesto de corresponsal en El Cairo, donde conoce a Tom Southern, un capitán de una división de tanques blindados ingleses, quien la deslumbra.
Tom y Claudia se enamoran y pasan juntos varios fines de semana largos mientras él está de permiso en el frente. Pero su futuro juntos nunca se materializará: poco después de ese período, los ingleses son llamados a defender Egipto de la ofensiva de Erwin Rommel en la Primera Batalla de El Alamein, y Tom es declarado desaparecido. Más tarde, Claudia recibe la noticia de que lo han asesinado.
Poco después de la muerte de Tom, Claudia descubre que está embarazada y decide que tendrá el niño, aunque tendrá que criarlo sola. No va a ser: Claudia sufre un aborto espontáneo y nunca se le dice si el niño que había llevado era un niño o una niña. Esa incertidumbre, junto con su temor de que Tom haya tenido una muerte horrible y dolorosa, la perseguirá por el resto de su vida.
Después de la guerra, Claudia y Gordon se reencuentran, pero el encuentro es más amistoso que apasionado. Obviamente, cada uno de ellos ha sido cambiado durante y a causa de la guerra, pero ambos son parcos en lo que se refiere a narrar detalles durante sus conversaciones. Gordon se casa con una muchacha llamada Sylvia, a quien Claudia encuentra insípida y aburrida. Mientras tanto, Claudia conoció a Jasper, un joven bien relacionado con el que tiene una relación intermitente y bastante tormentosa que Gordon desaprueba abiertamente.
En 1948 Claudia se encuentra nuevamente embarazada, esta vez de Jasper, y aunque no tiene intención de casarse con él, decide tener a la niña, Lisa. Si bien Claudia ama a Lisa, descubre que tiene poca paciencia y tiempo para cuidar a un niño, por lo que finalmente Lisa termina siendo criada por sus abuelas materna y paterna, quienes comparten su custodia y dirigen su educación. No es sorprendente que Lisa crezca hosca e indiferente a Claudia y se case con un hombre respetable y aburrido a una edad temprana.
Después de leer un artículo que Claudia ha escrito condenando la invasión soviética, un funcionario húngaro que se ve implicado en la revolución húngara de 1956 contacta a Claudia de forma intempestiva. Sabiendo que pronto será encarcelado, el funcionario decide pedirle a Claudia que se asegure de que su hijo, Laszlo, que está en Inglaterra en la escuela de arte, no intente regresar a Hungría. Claudia se convierte en una especie de madre sustituta para él, a quien llega a amar y admirar a lo largo de los años, reconociendo que él es drásticamente diferente de cualquier otra persona que conoce: un artista abierto, dolorosamente honesto, sensible y autodestructivo.
Claudia escribe varios libros de historia populares, ganando elogios del público y el desprecio ocasional de los historiadores académicos. También se convierte brevemente en asesora de una película basada en su historia de la invasión española de México, lo que la lleva a un escándalo personal cuando tiene un accidente automovilístico con la estrella de la película, y la prensa sospecha que hay más en la relación. que solo amistad. El evento genera el desprecio de Jasper, quien se niega a verla cuando está en el hospital. Gordon, por otro lado, la visita para hacerle saber que no está sola.
Más tarde en su vida, Claudia decide viajar sola a Egipto, pero lo encuentra muy cambiado. Sin embargo, el desierto le trae poderosos recuerdos de su intenso amor por Tom Southern y el dolor perdurable por su muerte, un dolor que aún no puede compartir con nadie más, incluso después de todos los años que han pasado.
Poco después, Gordon muere y deja un gran vacío en la vida de Claudia. Unos años más tarde, cuando le diagnostican cáncer y sabiendo que su propia muerte es inminente, se disculpa con Lisa por haber sido una madre fría y distante. Lisa acepta la disculpa, pero no está segura de cómo sentirse al respecto: es lo más improbable que Claudia (quien para Lisa parecía deleitarse en ser una figura casi omnipotente) haya hecho por Lisa.
Mucho después de la guerra, la hermana de Tom, Jennifer, lee un artículo que Claudia escribió sobre sus experiencias en Egipto y se da cuenta de que ella es la "C". Tom se había referido a menudo en cartas a casa y le envía a Claudia su diario de guerra. Poco antes de morir, Claudia le pide a Laszlo que le traiga el diario de Tom. Al leer las breves entradas del diario de Tom, muchas de las cuales se refieren a su amor por ella, Claudia se permite reflexionar sobre su dolor por Tom, su dolor por haberse quedado atrás y el curso que podría haber tomado su vida si él hubiera sobrevivido. Llega a la paz con el hecho de que ella también pronto se convertirá en un conjunto de recuerdos imperfectos de quienes la conocieron. Al día siguiente, Claudia muere.

## Producción
Lively comentó en una entrevista en 2018: "Bueno, la idea de mostrar diferentes episodios desde diferentes puntos de vista no es una invención mía. Había existido mucho, particularmente en la televisión y el cine. Tenía curiosidad sobre esa idea y pensé que sería una buena manera de hacer las cosas en una novela. Pero estaba explorando diferentes tipos de evidencias, históricas y personales, y eso también influyó en el proyecto[...] Tuve que investigar bastante, especialmente para la parte central, sobre la Campaña del Desierto Occidental. Fue muy útil tener recuerdos de la infancia en Egipto para inspirarme (tenía ciertas imágenes en mi cabeza), pero no había estado en el frente, así que usé el Museo Imperial de la Guerra en Londres. No podría haber escrito el libro sin ese museo." 

## Recepción
Moni Mohsin considera que "Moon Tiger es una novela de gran alcance que plantea profundas cuestiones filosóficas sobre la subjetividad de toda experiencia, la relación entre lenguaje y realidad, y la construcción de la historia. Lively escribe con estilo, subvirtiendo las convenciones aburridas de la narrativa con una cronología revuelta, múltiples puntos de vista y tiempos verbales confusos." 
Merle Rubin opinó de forma crítica con respecto a la entrega del Premio Booker: "Lively es una escritora habilidosa, y esta novela es una obra de escritura muy competente y profesional, sin duda intachable, pero también, hay que decirlo, corriente, casi corriente. Por qué ganó el Premio Booker de Gran Bretaña, frente a la formidable competencia de Iris Murdoch y Doris Lessing, es francamente un enigma." 
John Glendening remite en un ensayo al ejemplo del caleidoscopio empleado por la protagonista: "Moon Tiger captura los aspectos desordenados de un caleidoscopio pero también reconoce que un caleidoscopio genera continuamente nuevos patrones y expresiones de orden. Gradualmente, los aspectos estructurales posmodernos de la novela, a través de una combinación de las intenciones de Claudia y el surgimiento impredecible de recuerdos, generan orden a medida que da vueltas y finalmente revela lo que es central para la historia de su vida y lo más desafiante para su autocomprensión. Frente a la muerte, Claudia y la novela finalmente ganan coherencia y control a través de su voluntad de volver a experimentar las implicaciones del título de la novela." 